# Крутоберегово
Крутоберегово (Крутоберёгово) — село в Усть-Камчатском районе Камчатского края России. Входит в состав Усть-Камчатского сельского поселения.
Названо по своему расположению на крутом берегу.

## География
Расположено на юго-восточном берегу озера Нерпичье, в предгорьях Камчатского мыса, на небольшой реке Крутой.

## История
Основано в 1923 году бывшими жителями сильно пострадавшего от цунами Усть-Камчатска. Сюда прибыло также и несколько семей из центральной России. В период коллективизации в селе был основан колхоз «Рыбак-охотник». В начале 1960-х годов колхоз был преобразован и вошёл в совхоз «Усть-Камчатский», а спустя некоторое время выделился в совхоз «Крутобереговский». В 1970-х годах сельхозпредприятие успешно развивалось, в селе активно велось строительство — появились три новых улицы с жилыми домами на 2 семьи, были возведены школа, клуб, магазины. В 1980-е годы село достигло пика развития, число его жителей составило 1500 человек. Совхоз стал одним из крупнейших на Камчатке, он полностью обеспечивал райцентр молочными продуктами и куриными яйцами, излишки вывозились в областной центр. Близ села дислоцировались две воинских части — ракетная и ПВО, а также пограничная комендатура. Действовала сейсмостанция.
В постсоветское время хозяйство переживало серьёзный кризис. Воинские части, в которых работали многие местных жителей, были выведены. Люди стали покидать село. Остатки развалившегося совхоза вошли в агрофирму «Усть-Камчатская». В 2012 году была закрыта школа.
По состоянию на 2017 год в Крутоберегово зарегистрировано 270 жителей, фактически проживает около 30 человек. Из действующих социальных объектов остался детский сад «Теремок». В 2018 году начался снос нежилых домов. 

## Население
| 1924 | 1936 | 1979 | 1993 | 1994 | 2002  | 2010 |
| ---- | ---- | ---- | ---- | ---- | ----- | ---- |
| 37   | ↗198 | ↗746 | ↘700 | ↘666 | ↗1001 | ↘308 |
| 2013 | 2015 | 2016 | 2018 | 2020 | 2021  |      |
| ↘291 | ↘275 | ↘267 | ↘264 | ↘239 | ↘143  |      |

## Транспорт
Крутоберегово и Усть-Камчатск связывает паромная переправа, на которой долгое время работает дизель-электроход «Капитан Драбкин». Существуют планы по строительству моста через протоку Озерная, что обеспечит непрерывную круглогодичную связь села и аэропорта с райцентром.
На южной окраине Крутоберегово действует региональный аэропорт.